# Empfertshausen
Empfertshausen là một đô thị trong huyện Wartburg ở bang Thüringen, Đức. Đô thị này có diện tích 4,87 km².